# Anette Traks
Anette Traks – estońska zapaśniczka walcząca w stylu wolnym. Wicemistrzyni nordycka w 2017 i trzecia w 2015 roku.